# Komisariat Generalny Rzeczypospolitej Polskiej w Wolnym Mieście Gdańsku

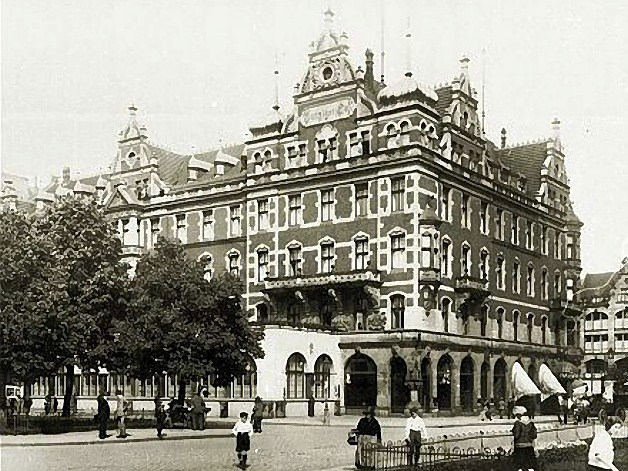
Hotel Danziger Hof w Gdańsku, obecnie nieistniejący. Pierwsza, tymczasowa siedziba Komisariatu (w 1920)

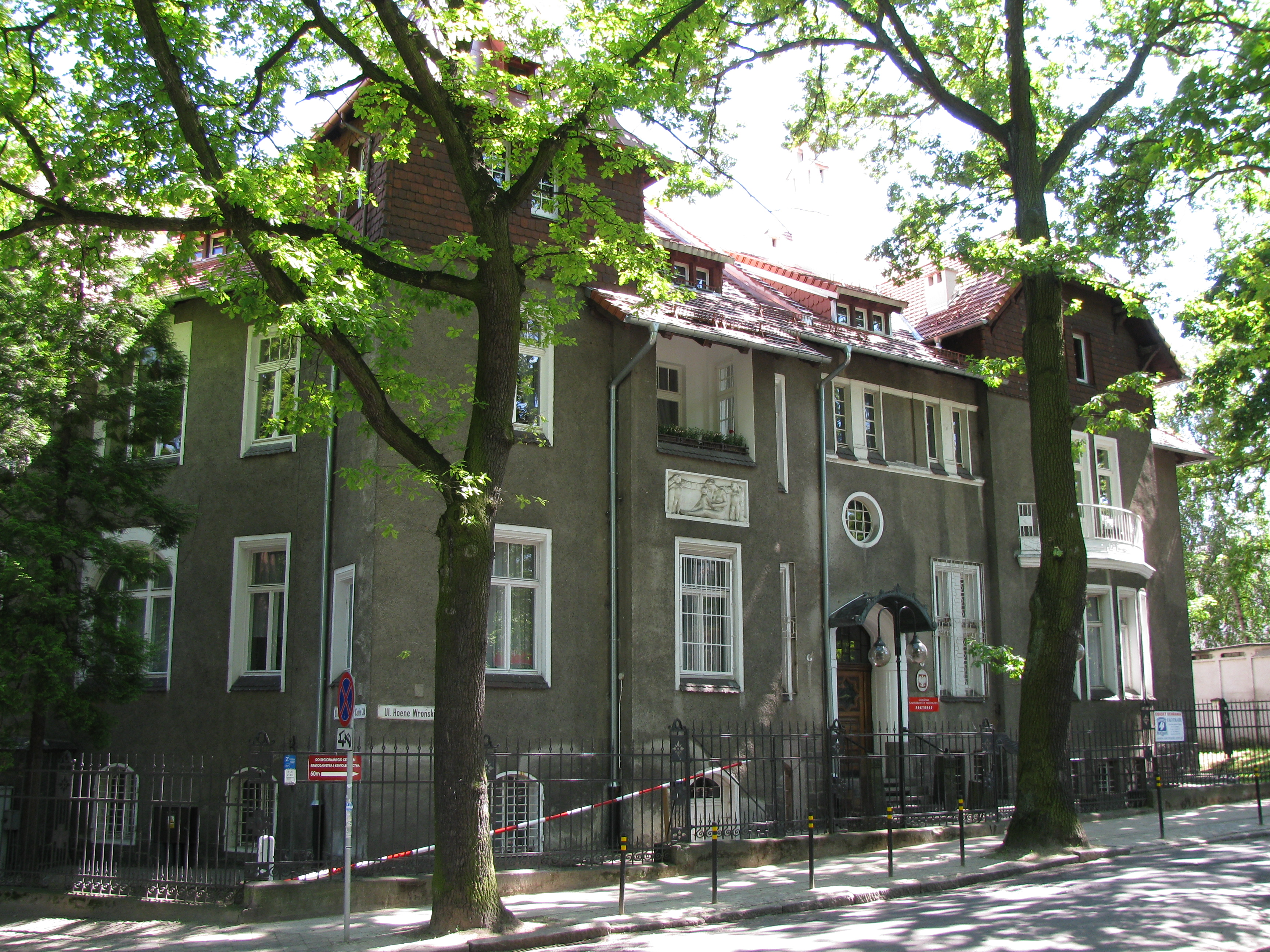
Gdańsk-Wrzeszcz, ulica M. Skłodowskiej-Curie 3a. Druga siedziba Komisariatu (w latach 1920-1921)

Komisariat Generalny Rzeczypospolitej Polskiej w Wolnym Mieście Gdańsku (niem. Polnisches Generalkommissariat, Diplomatische Vertretung der Republik Polen in der Freien Stadt Danzig) – urząd powołany do wykonywania uprawnień Polski wobec Gdańska zagwarantowanych traktatem wersalskim i innymi umowami międzynarodowymi, istniejący w latach 1920-1939. Na czele Komisariatu stał Komisarz Generalny Rzeczypospolitej Polskiej w Wolnym Mieście Gdańsku.

## Geneza
Zgodnie z art. 102 traktatu wersalskiego Gdańsk wraz z obszarami przyległymi został ustanowiony Wolnym Miastem pod ochroną Ligi Narodów. Do czasu wejścia w życie traktatu pokojowego z Niemcami brak było formalnych podstaw do utrzymywania oficjalnej placówki reprezentującej polskie interesy.
Polska dysponowała jednak nieoficjalnymi i półoficjalnymi placówkami reprezentującymi jej interesy w Gdańsku, także przed 10 stycznia 1920, czyli przed wejściem w życie traktatu wersalskiego. Na przełomie 1918 i 1919 powstał gdański Podkomisariat Naczelnej Rady Ludowej, który władze niemieckie uznały za legalną dyplomatyczną reprezentację rządu polskiego. 11 stycznia 1919 powołano Generalnego Delegata Ministerstwa Aprowizacji na miasto Gdańsk, który sprawował nadzór nad importem towarów do Polski przez port gdański. 28 stycznia 1919 premier Ignacy Paderewski powołał Delegata Rządu Polskiego w Gdańsku. Obie funkcje sprawował Mieczysław Jałowiecki.
W ramach Delegacji Rządu Polskiego utworzono później cztery wydziały:
- Transportowo – Administracyjny (umniejszona do roli wydziału Generalna Delegacja Ministerstwa Aprowizacji),
- Techniczny,
- Reemigracyjny, i
- Rybołówstwa.

Poza głównym zadaniem, jakim był nadzór nad importem towarów do Polski, przedstawiciele Delegacji, między innymi, walczyli także z wywozem i niszczeniem mienia Rzeszy Niemieckiej, które to mienie, zgodnie z postanowieniami późniejszego traktatu pokojowego, miało zostać podzielone między Polskę i Wolne Miasto Gdańsk. Delegacja Rządu Polskiego nie była oficjalnie uznana przez władze niemieckie.

## Powstanie i organizacja
W listopadzie 1919 premier Paderewski powołał na stanowisko Komisarza Generalnego RP Macieja Biesiadeckiego.
8 lutego 1920 Biesiadecki przybył, na stałe, do Gdańska. 
10 stycznia 1920 rząd wydał instrukcję służbową Komisarzowi, zgodnie z którą był on jedynym przedstawicielem rządu w Gdańsku. W mieście istniały także różne przedstawicielstwa poszczególnych ministerstw, ale o wszelkich czynnościach podejmowanych na terenie miasta musiały one zawiadamiać Komisarza i także tylko za jego pośrednictwem mogły kontaktować się z władzami miasta. Faktycznie ich niezależność była dużo większa. Już 31 maja 1920 instrukcja służbowa została zmieniona, w celu większego podporządkowania instytucji polskich Komisariatowi. Wszelkie dotychczasowe przedstawicielstwa ministerstw i instytucji polskich weszły w strukturę organizacyjną Komisariatu. Regulacja ta nie obejmowała jednak administracji celnej, kolejowej, poczt i telegrafów oraz tzw. zarządu Wisły.
W myśl tej instrukcji Komisariat Generalny tworzyli Komisarz wraz z personelem referendarskim i pomocniczym. Komisarz podlegał bezpośrednio premierowi. Premier, na wniosek Komisarza, mianował pracowników Komisariatu. W Komisariacie istniały cztery departamenty:
- Departament Polityczno-Administracyjny
- Departament Wojskowy
- Departament Techniczno-Handlowy
- Departament Skarbowy.

W skład Komisariatu wchodził także Urząd Handlu Zagranicznego, Ekspozytura Państwowego Urzędu Eksportu Drzewa i Ekspozytura Państwowego Urzędu Naftowego.
Takie zorganizowanie Komisariatu wzbudziło protesty Ministerstwa Spraw Wojskowych i jego gdańskiego przedstawiciela – kontradmirała Michała Borowskiego, który nie godził się na podległość służbową urzędnikowi cywilnemu, jakim był Komisarz Generalny, protesty jednak nie przyniosły skutku. W celu właściwej koordynacji problematyki gdańskiej utworzono w strukturze Prezydium rządu odpowiedni referat.
Komisarz i niektórzy urzędnicy Komisariatu korzystali z prawa eksterytorialności (począwszy od 6 grudnia 1923 personel Komisariatu składał się 60 osób), urzędnicy Komisariatu mieli być traktowani na równi z urzędnikami Wolnego Miasta pełniącymi analogiczne funkcje. Innymi uprawnieniami urzędników Komisariatu było zwolnienie od podatku dochodowego na terenie Wolnego Miasta przysługujące tym z nich, którzy mieli rodziny w Polsce.
Okres kształtowania się KGRP zamyka wydanie przez Radę Ministrów nowej instrukcji w sprawie kompetencji Komisarza Generalnego i jego stosunku do innych urzędów polskich w Gdańsku. Najistotniejszą zmianą była zmiana podległości służbowej Komisarza. Od tej pory podlegał on Ministrowi Spraw Zagranicznych.
Na nowo została także ustalona struktura organizacyjna Komisariatu. Od 1923 składał się z 10 oddziałów:
- I Oddział – Ogólny
- II Oddział – Kulturalno-Oświatowy
- III Oddział – Konsularno-Paszportowy
- IV Oddział – delegat Ministerstwa Spraw Wewnętrznych
- V Oddział – Wydział Wojskowy
- VI Oddział – Przedstawiciel Polskiej Agencji Telegraficznej
- VII Oddział – Delegat Ministerstwa Przemysłu i Handlu
- VIII Oddział – Urząd Marynarki Handlowej
- IX Oddział – Polska Kasa Rządowa, Reitbahn 4
- X Oddział – Delegatura Prokuratorii Generalnej RP.

Oddziały I – III stanowiły tzw. Ścisły Komisariat. Ponadto działalność wywiadowczą na obszarze Wolnego Miasta prowadziła Sekcja II Polityczna przy Komisarzu.

## Zadania

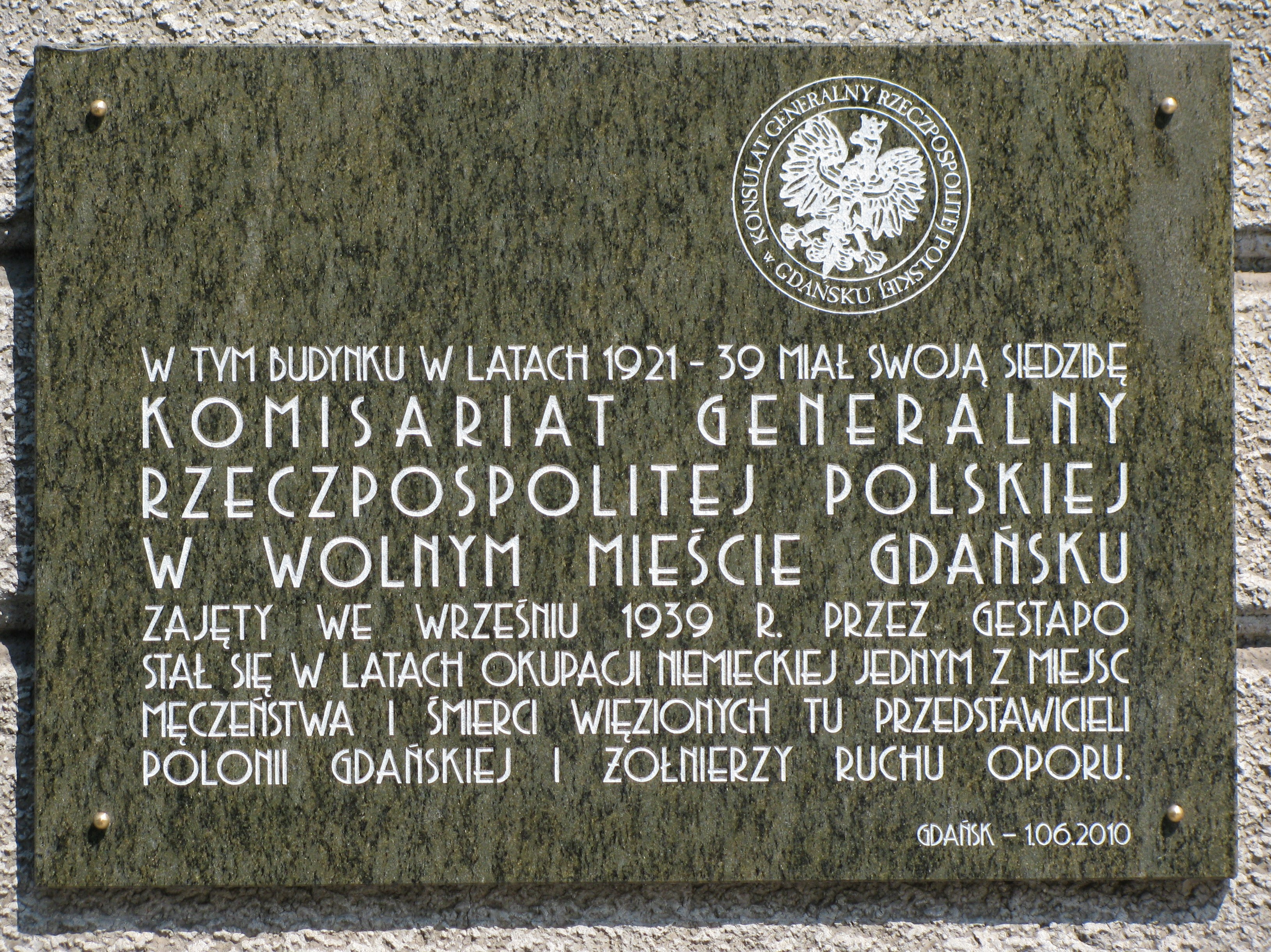
Tablica pamiątkowa na ścianie frontowej dawnego gmachu Komisariatu przy ulicy Nowe Ogrody 27, odsłonięta 1 czerwca 2010

Komisariat był urzędem służącym do wykonywania przez Komisarza Generalnego RP w Gdańsku jego zadań toteż zadania Komisariatu były w istocie zadaniami Komisarza. To za pośrednictwem Komisariatu władze i urzędy polskie mogły kontaktować się z władzami Wolnego Miasta, a także z Wysokim Komisarzem Ligi Narodów, w skład Komisariatu wchodziła większość polskich instytucji rządowych działających na terenie Gdańska. Zgodnie z art. 8 konwencji paryskiej do zadań Komisariatu należało rejestrowanie i sprawdzanie sprawności morskiej statków polskich w Gdańsku oraz werbowanie załogi. W myśl art. 2 tej konwencji jedynie obywatele gdańscy posiadający wizę Komisarza mogli liczyć na dyplomatyczną opiekę placówek polskich zagranicą. Szczególnie w czasie pełnienia funkcji Komisarza przez Henryka Strasburgera (1924-1932) Komisariat był adwokatem przemysłu gdańskiego w Polsce i popierał zamówienia ze Stoczni Gdańskiej będącej wówczas wspólnym przedsiębiorstwem polsko-gdańsko-francusko-angielskim.
Istotną rolą Komisariatu i komisarza była ochrona obywateli polskich i ich własności. Komisariat miał znaczny wpływ na działalność organizacji polonijnych, na skutek, między innymi, działalności ówczesnych władz polskich doszło do rozbicia Polonii gdańskiej na dwa wrogie obozy, pod koniec lat 30., dzięki działalności ówczesnego Komisarza Mariana Chodackiego (na stanowisku 1936-1939) nastąpiło ponowne zjednoczenie. Za pośrednictwem Komisariatu rząd polski wspierał Polonię finansowo, między innymi udzielał stypendiów polskim studentom studiującym na Politechnice Gdańskiej. Od 1933, wraz ze wzrostem wpływów NSDAP we władzach Wolnego Miasta, Komisarz wielokrotnie, acz z niewielką skutecznością, interweniował w obronie naruszanych praw Polaków, między innymi w zakresie równości w zatrudnianiu, protestował przeciwko napadom na Polaków i Żydów, nękaniu organizacji polskich nakładaniem bezprawnego podatku dochodowego (od 1937). W nielicznych wypadkach z funduszy polskich wspierana była także antyhitlerowska opozycja gdańska czego przykładem może być wsparcie finansowe w wysokości 1500 guldenów dla gdańskiej partii socjaldemokratycznej w 1933.
Istotna część uprawnień polskich w WMG do końca istnienia Komisariatu realizowana była poza jego strukturą. Dotyczyło to na przykład administracji celnej, kolejowej i pocztowo – telekomunikacyjnej.

## Komisariat Generalny RP w 1939
W 1939 skala terroru i lekceważenia prawnomiędzynarodowego statusu Wolnego Miasta przez nazistów była już tak duża, że Komisariat nie był w stanie skutecznie walczyć o utrzymanie praw Polski i Polaków. W tym czasie miały miejsce napady umundurowanych nazistów na pracowników Komisariatu, wielokrotnie naruszano immunitet dyplomatyczny funkcjonariuszy nękając ich kontrolami granicznymi, celnymi i najściami policji gdańskiej. Począwszy od połowy sierpnia 1939 władze gdańskie zaczęły zajmować majątek Polski i polskich przedsiębiorstw w porcie gdańskim, nie zważając na protesty Komisarza.
1 września 1939 Niemcy wkroczyli do budynku Komisariatu dopiero po godzinie 10. Aresztowanych tam funkcjonariuszy Komisariatu przewieziono do przejściowego więzienia w Victoriaschule, gdzie byli bici i maltretowani. W tym samym dniu został także aresztowany Komisarz Generalny RP Marian Chodacki.
Na skutek protestów, wydalonego już z terytorium Gdańska, Wysokiego Komisarza Ligi Narodów Carla Jakoba Burckhardta Niemcy, 5 września 1939, wywieźli Chodackiego, wraz z częścią pracowników Komisariatu, na terytorium Litwy i tam uwolnili. Pracownicy Komisariatu, którzy w chwili wybuchu wojny przebywali na terenie Polski, w Gdyni, zostali rozstrzelani.

## Komisarze Generalni RP w latach 1920-1939
- Maciej Biesiadecki – 8 lutego 1920[3] – 5 lipca 1921[4].
- Leon Pluciński – 5 lipca 1921 – 1 października 1923[5].
- Kajetan Dzierżykraj-Morawski – 1 października 1923[6] – 28 lutego 1924 (pełniący obowiązki).
- Henryk Strasburger – 28 lutego 1924 – 1 marca 1932[1][7].
- Kazimierz Papée – 15 marca 1932[1][8] – 30 grudnia 1936.
- Marian Chodacki – 30 grudnia 1936[1][9] – 1 września 1939.

## Siedziba
Pierwsze oficjalne przedstawicielstwo RP w Wolnym Mieście Gdańsku nosiło nazwę Podkomisariatu Naczelnej Rady Ludowej i mieściło się przy Hundegasse 85 (obecnie ul. Ogarnej) (1918-). Po powołaniu Komisariatu Generalnego RP komisarz początkowo urzędował w hotelu Danziger Hof przy Dominikswall 6 (Wały Dominikańskie) (ob. Wały Jagiellońskie 2/4), obecnie nieistniejącym, zaś 7 czerwca 1920 przeniósł się do budynku przy Delbrückalle 3a  (ob. ul. M. Skłodowskiej-Curie) w Gdańsku-Wrzeszczu, obecnie siedzibie rektoratu Gdańskiego Uniwersytetu Medycznego. 
W 1921 Komisariat przeprowadził się na ulicę Neugarten 27 (ob. Nowe Ogrody), do gmachu zbudowanego na potrzeby Zarządu Utrzymania Wisły (Weichselstrombauverwaltung) w 1913 (obecnie zabytek i siedziba Komendy Miejskiej Policji). Budynek przy Delbrückalle 3a pełnił funkcje mieszkalne pracownikom Komisariatu (1921-1939). 
W czasie okupacji niemieckiej w gmachu po zlikwidowanym Komisariacie mieściła się siedziba Gestapo.